# Atenor (freguesia)
Atenor / Atanor is een plaats (freguesia) in de Portugese gemeente Miranda do Douro en telt 172 inwoners (2001).